# Wouter Mol
Wouter Mol (Nibbixwoud, 17 aprile 1982) è un ex ciclista su strada olandese, attivo come Elite UCI dal 2004 al 2016.

## Palmarès

### Strada
- 2007 (Fondas-P3 Transfer Team, una vittoria)

Grote 1 Mei-Prijs - Ereprijs Victor De Bruyne
- 2008 (P3 Transfer-Batavus, una vittoria)

Grote Prijs Jef Scherens
- 2010 (Vacansoleil Pro Cycling Team, una vittoria)

Classifica generale Tour of Qatar
- 2016 (Cyclingteam Join's-De Rijke, una vittoria)

5ª tappa An Post Rás (Sneem > Clonakilty)

### Altri successi
- 2007 (Crelan-Vastgoedservice)

Caraco Omloop
- 2015 (Cyclingteam Join's-De Rijke)

Zwevezele Koerse
- 2016 (Cyclingteam Join's-De Rijke)

Criterium Heerhugowaard

## Piazzamenti

### Grandi Giri
- Vuelta a España

2012: 151º

### Classiche monumento
- Giro delle Fiandre

2010: ritirato
2012: 80º
- Parigi-Roubaix

2010: ritirato
2011: ritirato
- Giro di Lombardia

2011: ritirato